# Andreas Krauß
Andreas Krauß (* 6. September 1959) ist ein ehemaliger deutscher Fußballspieler. In der höchsten Spielklasse des DDR-Fußballs, der Oberliga, spielte er für die BSG Wismut Aue.

## Sportliche Laufbahn
Sein 1965 geborener jüngerer Bruder Steffen Krauß entwickelte sich bei der traditionsreichen Betriebssportgemeinschaft aus dem Erzgebirge sogar zum DDR-A-Nationalspieler. Andreas wurde hingegen allein in zwei Partien der Oberliga eingesetzt.
Sein Debüt gab der Defensivakteur, der sonst zum Nachwuchsoberligaaufgebot der BSG Wismut zählte, am 5. März 1983 bei einem 2:2-Heimunentschieden der Auer gegen den FC Rot-Weiß Erfurt. Eine gute Viertelstunde vor dem Ende wurde der damals 23-jährige Krauß für Thomas Teubner am 16. Spieltag der Saison 1982/83 eingewechselt. Ein gutes Jahr später, am 24. März 1984, nahm er mit einem weiteren Kurzeinsatz Abschied von der ostdeutschen Elitespielklasse. Bei der 1:2-Auswärtsniederlage gegen den FC Carl Zeiss Jena am 19. Spieltag der Spielzeit 1983/84 betrat er gut fünf Minuten vor dem Ende für seinen Bruder Steffen das Spielfeld.
Im Spieljahr 1984/85 der Liga gehörte er zum Kader der BSG Motor "Fritz Heckert" Karl-Marx-Stadt. Im Sommer 1985 wechselte Krauß aus der Bezirkshauptstadt zurück nach Aue. Bei der in die ostdeutsche Zweitklassigkeit aufgestiegenen Reserve der BSG Wismut gehörte er 1985/86 zu den sieben am häufigsten eingesetzten Spielern. Den Abstieg in die drittklassige Bezirksliga konnten seine Teamkameraden, darunter Jens Schmidt und Steven Zweigler, und er aber nicht verhindern.